# Goudon
 Goudon  es una comuna y población de Francia, en la región de Mediodía-Pirineos, departamento de Altos Pirineos, en el distrito de Tarbes y cantón de Tournay.
Su población en el censo de 1999 era de 217 habitantes.
Está integrada en la Communauté de communes du Canton de Tournay.

## Demografía
| 160 | 175 | 189 | 209 | 225 | 217 |
| Para los censos de 1962 a 1999 la población legal corresponde a la población sin duplicidades (Fuente: INSEE [Consultar]) |     |     |     |     |     |